# Gázlámpa

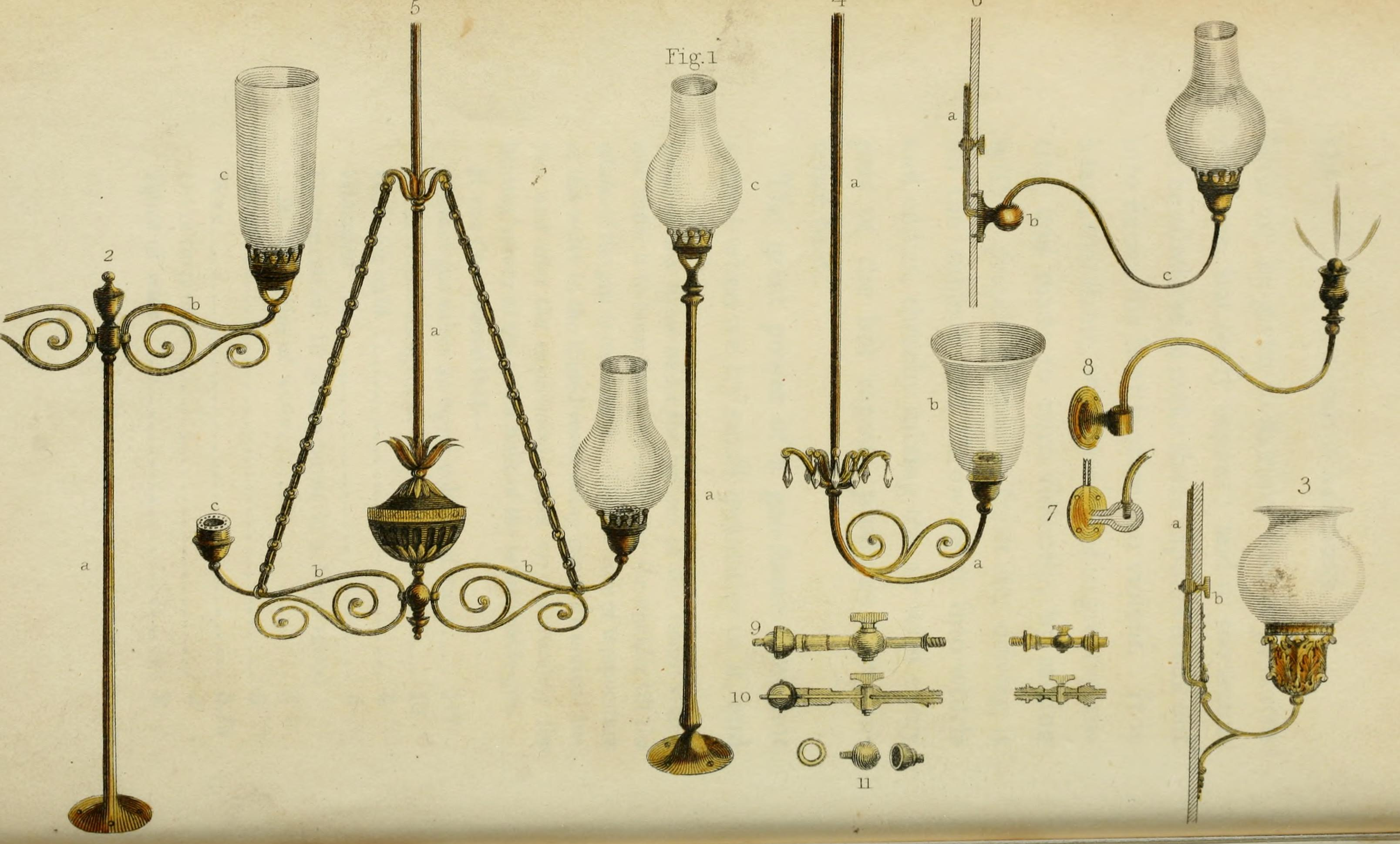
Korai klasszikus gázlámpák

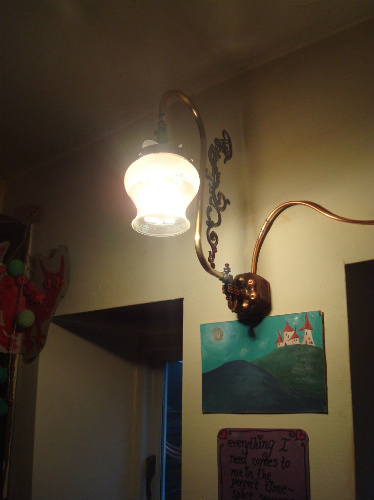
Gázvilágítás egy modern konyhában

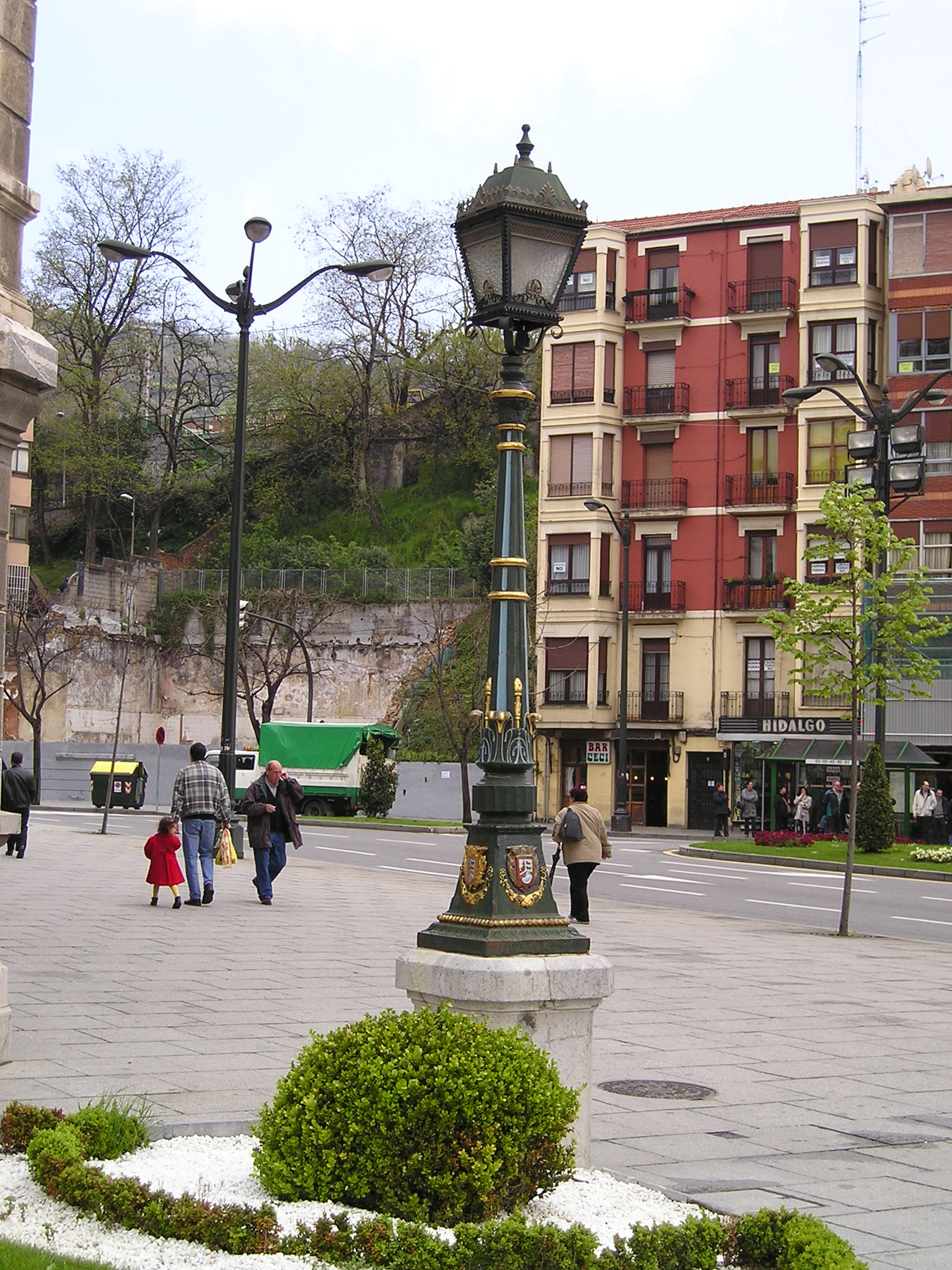
Gázlámpa Bilbaóban

A gázzal való közvilágítás a modern Európában 1807-ben jelent meg. Először Angliában működtettek városi gázzal működő lámpákat.
Az 1842-ben megnyitott Pilvax kávéház hírét nagyban emelte, hogy a vadonatúj Úri utcai Libasinszky-házban használták először a „szikrázóan fehér világosságot ontó” gázlámpákat. Pest-Buda utcáin az első közvilágítási célokra használt gázlámpák 1856. december 24-én, szenteste gyulladtak ki.

## Története
Kínában már 1700 évvel ezelőtt is használták a földgázt világításra és fűtésre, bambuszcsöveken keresztül juttatták el a lakóhelyekhez. A tavasz és ősz korszak emberei i. e. 500 körül hasznosították világítási célokra a földgázt, a sóbányákból bambuszcsövek segítségével vezették be a gázt és a sós vizet.

### Világítógáz
A szén száraz desztillációjával előállított gáz technológiáját Archibald Cochrane szabadalmaztatta. William Murdoch 1792-ben először hozott forgalomba gázpalackokat és 1799-ben felszerelte az első gyári világítóberendezést is. Friedrich Albrecht Winzer rájött arra, hogy vezetékeken a gáz tetszőleges helyekre eljuttatható.
1806-ban született meg Londonban a National Light and Heat Company (Nemzeti Fény- és Hőtársaság), és 1807-ben Pall Mallen kigyúltak az első utcai gázlámpák. A gázvilágítás rövidesen elterjedt Európa nagyvárosaiban. Párizsban először a passzázsokat világították ki.
Gróf Széchenyi István 1815-ben Londonban látta meg a gázvilágítást. Azt tervezte, hogy Nagycenken ő is bevezetteti, de végül csak 1840-ben mutatta be az ország nobilitásainak, miután az Angliában megszerzett modell alapján megépíttette a gázfejlesztő készüléket.
Pesten és Budán először 1816-ban világítottak gázzal. Az első lámpát – amely sokáig az egyetlen volt Pesten – Tehel Lajos, a Magyar Nemzeti Múzeum természettárának őre az akkori múzeumépület homlokzata előtt gyújtotta be házilag készített gázzal.
Először 1838. március 9-én világították ki gázlámpákkal a pesti Nemzeti Színházat, de a közönséget a premier megdöbbentette, mert „világító ereje a pislogáson túl nem terjedt, bűze azonban elhatott Óbudáig”.
A Triesti Általános Osztrák Gáztársulat 1855-ben a Lóvásár téren (később: Köztársaság tér, ma: II. János Pál pápa tér) megépítette első gázgyárát, a Légszeszgyárat. Az első gázlámpák 1856 végén gyulladtak ki a Belső Kerepesi (a mai Rákóczi) úton, valamint a Bel- és Lipótváros utcáiban és középületeiben. A közterületeken 838 lámpát szereltek fel.
Budapest 1873-as egyesítésekor Pesten 40 ezer, Budán 6500 gázlámpa volt, ebből 1669, illetve 501 az utcán működött.
A lámpagyújtogatók egy hosszú póznával felszerelkezve jelentek meg a kijelölt gyülekezőhelyen, itt a városháza tornyában az őr megadta az indulásra a jelet, majd mindegyikük a körzete felé vette útját. Póznájuk végén kis rézkampó volt, amellyel kinyitották a gázvezetékcsap kallantyúját, s az ugyancsak a pózna végén lévő borszesszel átitatott égő kanóccal lángra lobbantották a kiáramló gázt.
Szerepel egy ilyen lámpagyújtogató például A kis hercegben is.
Vidéki városainkból az előző századforduló után, a települési elektromos hálózat kiépítésével a legtöbb esetben (szinte) azonnal eltűnt a gázüzemű közvilágítás, átadva helyét a villamos izzólámpának. Budapesten a gázlámpákat sokkal később és lassabb ütemben vezették ki a közvilágításból, a legtöbbet az 1960-as évek kisülőlámpás korszerűsítései során váltották le. Az eltérés okai között valószínűleg első helyen áll a fővárosi lámpagyújtogatók – nagy létszámukból adódó – erősebb érdekérvényesítő képessége.

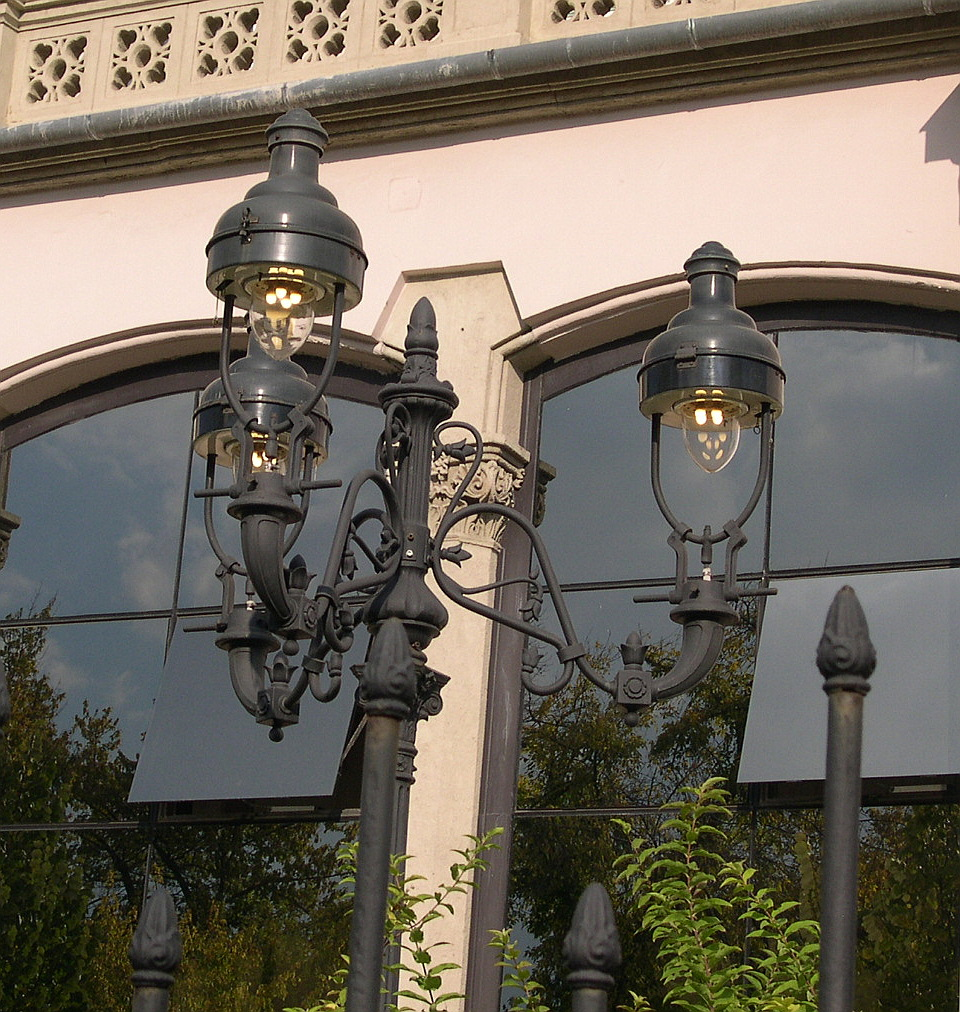
Gázlámpa Budapesten a II. János Pál pápa téren, a Gázművek székháza előtt

Gázlámpa-rekonstrukciók vannak ma is a Budai Várban, a Műegyetem előtt, a Margit-szigeten, a Lukács fürdő előtt és a Gázművek II. János Pál pápa téri múzeuma udvarán. Ezek már földgázzal működnek.
Szegény ember gazdag városban
Estve lőn s az ég boltozatjáról

A nap sugárai mind letűntenek,

Mégsem sötétek városunk utczái

Hullámzik szint' a tarka néptömeg.

Ezernyi lámpák égnek bűvös fényben:

Kérjük ezért reánk is gondolni

Világosságot buzgón kik terjesztünk,

S most boldog újévet kívánunk mi.
Forrás: Békés István: Szegény ember gazdag városban, Kossuth Kiadó, 1973

### Acetilén
Az acetilént 1836-ban Edmund Davy fedezte fel, és nagyüzemi gyártását (melynek során egy kilogramm karbidból 200-300 liter gázt lehetett előállítani) Henri Moissan és Thomas Willson dolgozta ki, 1894-ben. Az acetilénnel világítás során kevesebb volt a fejlesztett hő és az égéstermék, kisebb volt a kellemetlen szag, mint a petróleum vagy a világítógáz esetén, viszont az acetilén labilis, levegővel való keveréke nyomás hatására könnyedén robban, így felhasználása számos nehézségbe ütközött.
A világ legelső acetilénnel működő közterületi lámpája Tatán készült el, 1897-ben, melyet a budapesti Acetiléngáz Rt.-nél dolgozó Berdenich Győző gyártulajdonos, mérnök és feltaláló tervei szerint készítettek (ezeket Auer-égőknek nevezték és lényegüket a világítás hatásfokát növelő fém izzóharisnya növelte), és 1897. július 24-én este fél kilenckor gyulladtak fel 21 köztéri lámpában. A hálózatot még az év szeptemberében bővítették, amikor Ferenc József egy hadgyakorlat alkalmából a városban találkozott II. Vilmos német császárral.
Bár ebben a korban már ismert volt Nikola Tesla (Edison által 1879-ben szabadalmaztatott) elektromos izzólámpája, a számítások szerint kis településeken az acetilén tűnt hatékonyabbnak. Veszélyessége és szállításának (csőhálózatának) műszaki nehézségei miatt azonban végül is nem váltotta be a hozzá fűzött reményeket. 1912-ben Tatán is áttértek az elektromos világításra, így az utcai acetilénvilágítás másfél évtizede technikatörténeti kuriózum marad.
Mivel az acetilén közvetlen előállítása aránylag egyszerű, ezért több helyen is alkalmaztak helyi előállítású gázlámpákat, mint amilyenek a bányászati vagy barlangászati karbidlámpák, de használták hintókon és korabeli autókon is.